# A Greek–English Lexicon

A Greek–English Lexicon (appelé par abréviation le Liddell & Scott, Liddell–Scott–Jones ou LSJ), est un dictionnaire grec ancien-anglais de référence rédigé par Henry Liddell, Robert Scott, Henry Stuart Jones (en) et Roderick McKenzie. Sa première édition a été publiée en 1843 par Oxford University Press. Sa dernière édition imprimée en date est parue en 1996 et une édition en ligne sur Internet a été mise en ligne en 2011 sur le site du Thesaurus Linguae Graecae.

## Histoire
La première édition du Greek-English Lexicon paraît en 1843. De nombreuses rééditions paraissent par la suite : une deuxième édition en 1845, une troisième en 1849, une quatrième en 1855, une cinquième en 1861, une sixième en 1869, une septième en 1882, une huitième en 1897, et une neuvième édition en 1940, à laquelle est ajoutée un nouveau Supplément en 1996.

## Versions abrégées
En 1843, l'année même où paraît la première édition complète, paraît également une version abrégée, A Lexicon: Abridged from Liddell and Scott's Greek–English Lexicon, parfois surnommé en anglais le « Little Liddell » (le « Petit Liddell »). Plusieurs éditions révisées de cet abrégé paraissent par la suite.
En 1889 paraît une version intermédiaire entre l'abrégé et le dictionnaire complet, An Intermediate Greek–English Lexicon, parfois surnommé en anglais le « Middle Liddell » (le « Liddell moyen »). Il se fonde sur la septième édition du dictionnaire complet, parue en 1882. Par rapport à la version abrégée, le Lexicon intermédiaire contient davantage d'entrées couvrant le vocabulaire essentiel des ouvrages les plus lus de la littérature grecque ancienne ; il contient aussi des citations d'auteurs antiques pour illustrer l'évolution des emplois d'un mot ; et il contient davantage d'indications sur les formes irrégulières. 

## Le Supplément
À partir de l'édition de 1940, Oxford University Press tient à jour une liste d’addenda et corrigenda (ajouts et corrections) qui est imprimée en fin de volume dans les réimpressions postérieures. À partir de 1968, cette liste est remplacée par un Supplément qui figure à la suite du dictionnaire, sans être fusionné avec son texte principal, qui reste identique à celui édité par Liddell, Scott, Jones et McKenzie. Le Supplément est d'abord dirigé par M. L. West, puis, à partir de 1981, par P. G. W. Glare, puis, à partir de 1988, par Glare et Anne A. Thompson. Un grand nombre d'universitaires prennent part à la réalisation du Supplément.
Le Supplément a la forme d'une liste d'ajouts et de corrections classées par entrées, dans l'ordre alphabétique. Les différentes entrées sont précédées de signes qui indiquent quels types d'ajouts ou de changements ils apportent par rapport aux entrées du dictionnaire principal. Dans la neuvième édition papier du dictionnaire, en 1996, le Supplément occupe 320 pages.

## Éditions électroniques

### Sur CD-Rom
Une édition sur CD-Rom du Greek-English Lexicon dans son édition de 1996 avec Supplément révisé est éditée en 2003 par Logos Bible Software ; elle est rendue disponible d'abord sur PC, puis sur Macintosh.

### Sur Internet
En 2007, le Perseus Project met en ligne l'édition de 1940 du LSJ, qui devient ainsi librement accessible, et l'intègre aux outils de recherche lexicographiques de sa base de données. L’Intermediate Lexicon est également mis en ligne sur ce même site. Le LSJ est également intégré à Diogenes, un logiciel libre d'interrogation du Thesaurus Linguae Graecae qui reprend les outils du Perseus Project.
Une nouvelle édition du LSJ, uniquement électronique, est réalisée entre 2006 et 2011 par l'équipe du Thesaurus Linguae Graecae, et mise en ligne en février 2011. Par rapport à la neuvième édition papier, elle apporte essentiellement des corrections typographiques, et ajoute aux articles des liens vers la base de données du TLG.